# Samfundet Sverige-Island
Samfundet Sverige-Island var en ideell förening som bildades 1930 och lades ner 2017. Samfundets syfte var att i Sverige sprida kunskap om och öka intresset för Island.

## Historik
Samfundet Sverige-Island stiftades den 12 maj 1930 och fick säte i Stockholm. Den drivande kraften vid Samfundets tillkomst var redaktör Ejnar Fors Bergström. Bland stiftarna fanns professorn i nordiska språk Elias Wessén och språkmännen Gunnar Leijström och Jón Magnússon. Syftet var att öka kunskapen om och intresset för Island samt att stimulera samarbete mellan Sverige och Island.
Ejnar Fors Bergström, son till David Bergström och ofta kallad Hosianna, hade som journalist rest till Island 1929 och rapporterat för Svenska Dagbladet. Det var som en förberedelse inför svenskt deltagande på alltingets tusenårsjubileum sommaren 1930. Artiklarna återkom i hans bok Island i stöpsleven. Han hade slagits av det intresse och den välvilja för Sverige som han mött och bland svenskvännerna fanns Ásgeir Ásgeirsson, som studerat i Sverige. Ejnar Fors Bergström fann riksdagsbeslutet att inför alltingsjubileet sända en svensk konsul till Island inte bara viktigt för sillimporten utan främst för kulturområdet. Detta intresserade honom särskilt och han hade noterat bristen på svenska böcker i det isländska nationalbiblioteket och medverkade till att ett modernt kulturbibliotek vid tusenårsjubileet överlämnades till Island som gåva från den svenska staten.
Gunnar Leijström hade några år tidigare arbetat som lärare i svenska på en isländsk folkhögskola och var medförfattare till en lärobok i svenska. Både han och Jón Magnússon, lexikograf och radioman på Island, stod tillsammans med Sven B. F. Jansson för den första isländsk-svenska ordboken som utkom 1943.
Redan det första året fick Samfundet 200 medlemmar. Föreläsningar om Island ordnades i Stockholm och i Göteborg med föreläsare som kompositören Jón Leifs, lektor Ragnar Jirlow, fil. lic. Dag Strömbäck och professor Jón Helgason. Samfundet vinnlade sig om att bilda ett isländskt bibliotek i Sverige eftersom de offentliga biblioteken var klent försedda med isländsk litteratur. En annan uppgift var att underlätta islänningars studier i Sverige och verka för att en islänning skulle få ett universitetslektorat för undervisning om isländskt språk och isländsk kultur.

### Tredje äldsta bilaterala kulturföreningen i Norden
Inför Nordiska rådets höstmöte i Stockholm 2009 publicerade Gunnar Wetterberg en helsidesartikel i Dagens Nyheter om att tiden var mogen för en nordisk union.  Det var ett glädjande initiativ som påminner om att bakom det formella nordiska samarbetet, både inom Nordiska rådet och mellan de olika ministrarna, Nordiska ministerrådet, ligger många enskildas insatser.
Genomgående finns fredstanken som grund i ideellt nordiskt samarbete i vänföreningar och kulturfonder. Under första världskriget när frågan om Islands självständighet var laddad bildades 1916 Dansk-Islandsk Samfund efter några tidningsartiklar och debatt. Krafter inom föreningen verkade för den gynnsamma unionen mellan de två självständiga rikena 1918. Överenskommelsen kom till efter svåra förhandlingar och överlämnades i Reykjavik den 1 december 1918, självständighetsdagen. En av tvistefrågorna hade lösts genom att en bilateral, dansk-isländsk kulturfond bildades.
Det bilaterala samarbetet är speciellt för Norden och håller samman det nordiska på ett sätt som sällan framhävs. Nu finns fler än sexton ideella, ömsesidiga, nordiska kulturföreningar, äldst är det nämnda Dansk-Islandsk Samfund. Därefter kommer Samfundet Sverige-Finland som 1924 bildades av den Finländska föreningen från 1919. Det var samma år som Föreningen Norden samtidigt skapades i Danmark, Norge och Sverige. Den tredje äldsta är Samfundet Sverige-Island som gick in på sitt 80:e år 2010.

### En isländsk vecka
Föreningen Norden i samverkan med bl.a. Samfundet stod för en isländsk vecka i Stockholm den 14-19 september 1932. Föredrag hölls av professorerna Sigurður Nordal och Einar Arnórsson, statsminister Ásgeir Ásgeirsson och dr Guðm. Finnbogason. Författarna Gunnar Gunnarsson, Kristmann Guðmundsson, David Stefánsson och Halldór Kiljan Laxness läste ur egna arbeten. Skådespelaren Anna Borg Reumert läste isländska dikter i dansk översättning. Programmet innehöll också sång och musik, glimabrottning, konstutställning med tolv konstnärer i Galleri Modern, Nybrogatan 2, och Victor Sjöströms film, Berg-Eyvind och hans hustru. En utställning med isländska varor hölls också och en samling av nyisländska noveller gavs ut i översättning av Hjalmar Lindroth, professor i Göteborg.
Páll Ísólfsson berättar i sina memoarer att veckan blev så viktig för honom, att han aldrig kunnat glömma den. Han dirigerade isländsk musik på Operan, och när Islands och Danmarks kronprins Frederik dirigerade på Skansen, bad han honom spela nationalsången. På Skansen hölls ett fyrverkeri vars make han inte sett. Sista dagen hölls tebjudning i Vita havet på Slottet och gästerna stod uppradade efter sin nordiska nationalitet. Páll stod bredvid Halldór Laxness och kände sig orolig över hur mager kungen var.
| ”       | ”Jag tyckte mig höra kungen säga till Laxness: ”Ni är författare.” ”Ja, jah.” Och om vad skriver ni?” Efter en lång tystnad kom diktarens svar: ”Alt – alt muligen.” Efter detta vände kungen sig leende till mig och sade: ”Ni skall dirigera i kväll.” ”Ja, Eders majestät”, svarade jag tydligt. Konversationen var inspirerande.” | „ |
| – källa | |   |

När kungen passerat sade Laxness till Páll att han skulle fara till Ryssland nästa dag och Páll tillägger i boken att han kanske hellre borde ha stannat i Sverige.
En kväll gick ett trettiotal islänningar på krog. Operasångerskan María Markan sjöng och en greve bjöd hem dem alla till en enorm fest. Denna nämner även sångerskan, som ägnar den isländska veckan ett kapitel i sina memoarer.   María hade då givit konserter i Tyskland men detta, att sjunga på Operan veckans sista dag, var större. Från besöket i Vita havet berättar hon att prinsessan Ingrid talade med henne en stund och tyckte att hon påminde om en vanlig, blomstrande isländsk flicka från landet. På hemvägen framförde gruppen ett liknande program på Universitetet i Oslo, for så hem över Bergen med M/S Lyra.

### Föreläsningar, dotterförening och bokutgivning
År 1933 år gav professor Sigurður Nordal en serie föreläsningar under rubriken Den isländska ättesagans utveckling på Stockholms högskola och föreläste också i Göteborg, där en systerförening var verksam. Bibliotekarien Sigfús Blöndal talade om gammaldags skolliv både i Göteborg och Lund. Där hade Samfundets Skånekrets just bildats.   Den arbetade efter samma inriktning som moderklubben i Stockholm med föredrag, evenemang. Bl.a. gjordes en resa till Island 1934. Samma år deltog också ett tjugotal av Samfundets 250 medlemmar i en färd till Island. En isländsk student fick studiestöd.
Följande vinter talade professor Magnus Olsen, Oslo, om Odin och i Lund berättade Viggo Zadig reseminnen och Hjalmar Lindroth föreläste. Boken Island för 100 år sedan, ett urval av litografier från Gaimards Islandsexpedition, gavs ut med inledning av Ejnar Fors Bergström.
Den förste innehavaren av ett lektorat i svenska vid Islands universitet, 1936–38, var Sven B. F. Jansson, senare riksantikvarie. Hans föredrag var så populära att universitetet fick lokalproblem, när skaror av åhörare strömmade till. Han deltog i förberedelserna för den svenska veckan i Reykjavik 1936 som hade hundratals svenska deltagare.  Samma år ägde den svensk-isländska expeditionen till Vatnajökull rum. Dess svenske ledare var professor Hans W:son Ahlmann. Sigurður Þórarinsson och Carl Mannerfelt fanns bland deltagarna. Undersökningen kom att bli ett exempel på fruktbar gemensam forskning.
Den svenska generalkonsuln, Niels Jaenson, höll 1937 ett föredrag i rundradion där han berättade om den på grund av fisket svängande isländska ekonomin, det ökade handelsutbytet mellan länderna och behovet av en svensk stipendiefond för utbildning inom flera områden. Samfundet gav ut föredraget, där det också uppges att ett tiotal islänningar studerade i Sverige, främst vid Stockholms högskola och Tekniska högskolan. Han framhåller också vikten av besök på Island för det personliga mötet som ett led i utvecklingen av nordiskt samförstånd.

### Studier i Sverige
Ejnar Fors Bergström hade verkat för att islänningar skulle utan individuell omprövning kunna studera i Sverige och det gick igenom. En av dem som studerade i Stockholm och blev Samfundet trogen var Sigurður Þórarinsson, Skallagrim kallad, knuten till institutionen för geologi och geografi 1932–1944. Han deltog i expeditionen till Vatna-jökull 1936 och i den nordiska arkeologiska undersökningen på Island 1939. Han ledde 1948 en berömd exkursion till Island med geografer från Stockholm och Uppsala och den följdes på 1960-talet av ett flertal nordiska exkursioner. Det finns anledning att nämna detta här, eftersom Samfundet hade ett nära samarbete med högskolan under många år. Professor Hans Ahlmann var ordförande i Samfundet 1943-1950.
Under andra världskriget fortsatte sammankomsterna. Hjalmar Alving, språkman och pedagog, talade 1941 och vid flera tillfällen om den isländska ättesagan efter att ha översatt en rad sagor. Jónas Haraldz talade om Det nya Island växer upp och Hans Ahlmann och Sigurður Þórarinsson höll föredrag med titeln I Vatnajökulls rike 1943–44. Medlemsantalet var 110. Baldur Bjarnason talade om modern isländsk litteratur.

### Birkagårdens Islandscirkel 1946-1967
Efter en nordisk studievecka på Laugarvatn 1939 arrangerad av Viggbyholmskommittén för nordiskt samarbete startades 1946 Birkagårdens Islandscirkel som var nära lierad med Samfundet. Cirkeln verkade som ett upplysningsorgan med föredrag, eget bibliotek, språklektioner och resor. Den förste föreläsaren var Sven B. F. Jansson. Ernst Stenberg var eldsjälen i och ledare av Islandscirkeln och han efterträddes av Tom Rosén. Cirkeln fick disponera lokaler på Birkagårdens folkhögskola.
Deltagarna i cirkeln sparade 10 kr i månaden till en första resa till Island som gjordes 1950. Då for 55 deltagare med ett chartrat SAS-plan på en 17-dagars-färd. Gruppen var bland annat hembjuden till Halldór Kiljan Laxness och uppvaktade honom med sång. På återresan var lika många islänningar med på en nordisk rundresa. Utbytet var ett sätt att kringgå de besvärliga valutarestriktionerna som fanns för att minska importen och balansera den isländska statsbudgeten.
Kontakterna 1950 ledde till att en kör, Kantötukór Akureyrar, gjorde en resa i Sverige för att representera Island i Nordisk sångfest i Stockholm 13–17 juni 1951 anordnad av Sveriges Körförbund. Sångartävlingar och konserter hölls i Konserthuset, på Skansen och på Stadion. I tävlingsjuryn ingick Páll Ísólfsson. Kören hade bildats 1932 med kompositören Björgvin Guðmundsson som ledare. Áskell Jónsson dirigerade också och Fritz Weisshappel ackompanjerade på piano.

### ”Regnbågen”
För att göra resan möjlig anordnade Birkagårdens Islandscirkel, just ansluten till Samfundet, ett konstlotteri med 7.500 lotter och med konstverk av bl.a. Carl Eldh, Sven Erixon, Harald Lindberg, Lennart Pilotti, Gösta Idås, och Dagmar Thelander. Till detta lotteri hade Jóhannes S. Kjarval skänkt en tavla, ”Regnbågen”,   som skickades tillsammans med en annan av Sveinn Þórarinsson med flyg till Bromma i november 1950.
| ” | ”Tyvärr är den kanske inte så lämplig för utlänningar, men för dem som har studerat Kjarval och har kännedom av den isl. lyngmó [ljunghed] och den egendomliga belysningen i Kjarvals måleri, färgspel och mystik, kan det betyda en del. I förgrunden och till vänster är en gäsbevuxen sänkning, hvammur, en väg till höger etc. (kanhända Sig. Þórarinsson vill beskriva ordet hvammur). Denna tavla har Kjarval själv bestämt och skänkt åt kören. Det samma gäller Sveinn Thorarinsson, hans tavla är också en gåva, och värderas till ca 3 000 isl. kr., men Kjarval taxerar sin 6 000:-. Ramarna äro de originella ramarna från atelieret.” | „ |

Ovanstående är citerat ur ett osignerat brev som förvaras i Birkagårdens Islandscirkels arkiv daterat 19/11 1950 och adresserat till Ernst Stenberg. Troligen är det färdledaren Jón Sigurgeirsson på Akureyri som är avsändare. Det är intressant, eftersom tavlan finns i Samfundets ägo och det har inte varit känt varifrån den stammade.

### Fler resor och bibliotek
Andra Islandsresan gjordes 1955 och den tredje resan 1960 varade 11 dagar. Båda gångerna besöktes Laxness på Gljúfrasteinn. Efter Samfundets deltagande i festligheterna kring nobelpriset 1955 fanns det ett särskilt förhållande mellan författaren och Samfundet.
Samfundet anordnade nya resor till Island 1986 och 1989 tillsammans med Föreningen Norden och 1988 med Hässelby-Vällingby konstklubb.
Birkagårdens Islandscirkel byggde genom gåvor upp ett ansenligt bibliotek och för att komplettera detta ordnade Ernst Stenberg 1954 återigen ett konstlotteri med sex svenska och fyra isländska målningar samt konstböcker. När cirkeln upphörde 1967 delades biblioteket upp mellan Birkagårdens Folkhögskola, Stiftelsen Hässelby – De nordiska huvudstädernas centrum för kulturutbyte –, och Universitetsfilialen i Linköping. Samfundets del i biblioteket förvarades länge på vinden på Hässelby slott, Nordiskt kulturcentrum, och överlämnades 2003 till Föreningen Nordens Folkhögskola Biskops-Arnö. Där skall böckerna bli sökbara på Internet. 

## Några styrelsemedlemmar i Samfundet
Samfundets styrelse bestod till 1948 främst av akademiker. Därefter sökte man få med personer från näringslivet. Sven Tunberg var ordförande 1950–1955, konsul Seth Brink i Salénrederierna 1955–1965, professor Gustaf Lindblad 1965–1968, professor Gunnar Hoppe 1968–1974. Genom hans stora kontaktnät kom många föreläsare inom naturvetenskaperna. Museichefen Olov Isaksson var ordförande 1975–1994. Han hade första gången deltagit i en arkeologisk undersökning på Island 1966 och ofta återvänt. Tillsammans med fotografen Sören Hallgren hade han gjort vandringsutställningen Islandia som visades på Historiska museet 1971 och gav samma år även ut boken Is och eld. Ordförande sedan 1994 är Nanna Hermansson, då chef på Stockholms stadsmuseum.
Bland Samfundets sekreterare märks Gunnar Leijström, Sven B. F. Jansson och Bengt Loman och kommendörkapten Nils Unnérus som skattmästare 1958. Tage Hedström, VD i Islandsbolaget, som importerade sill, var verksam som sekreterare 1949 och senare som skattmästare fram till 1993. Han lade under flera år ner mycket arbete på tidskriften Sverige-Island som sporadiskt gavs ut på initiativ av chefredaktör Sigvard Malmberg. Skattmästare sedan 1993 är aktuarie Erik Elvers.
Sekreterareposten övertogs av intendent Birger Olsson 1968 och 1975–1999 innehades den av intendent Hans Blidberg. De var båda verksamma inom stiftelsen Hässelby, som lades ner 2000. Sekreterare har därefter varit Ljúfa Elfwing, Rigmor Söderberg, Ylva Hellerud och sedan 2004 Ingunn Franzén.

## Lokaler
Det första årsmötet hölls på Högloftet på Skansen, byggt just för föreningsliv. Föredrag och sammankomster hölls under många år i Geograficums lokaler i Gamla Observatoriet, därefter på Historiska museet. Jakobs församlingshem på Västra Trädgårdsgatan, Livrustkammaren, Stockholms stadsmuseum, Försäkringsbolaget Skandias och Högskolans lokaler har också utnyttjats liksom den isländska ambassadens. Sedan 2000 har Norden i Fokus, Nordiska Ministerrådets fönster mot allmänheten, funnits öppet också för de nordiska föreningarna med nordiska tidningar och böcker på Hantverkargatan 33. Fönstret stängdes, då rådet beslöt att Norden i Fokus skulle ägna sig åt opinionsbildning och lokalen lämnades 2009. Det är svårt för Samfundet och de andra bilaterala vänföreningarna att inte ha en enda nordisk mötesplats i Stockholm.

## Stipendier
En av Samfundets viktigaste uppgifter var att dela ut stipendier till och därmed underlätta för isländska studenter i Sverige. Islands chargé d´affaires i Stockholm, Vilh. Finsen framhävde 1941, hur viktiga isländska studenter är för kulturutbytet mellan länderna, och han räknade med att de då var 25–30 stycken.   Tidigare ambassadören Olof Kaijser kontaktade på 1980-talet näringslivet för en grund till stipendier som sporadiskt delats ut. Stiftelsen Svensk-isländska samarbetsfonden bildades 1994 som Sveriges gåva till republikens 50-årsjubileum och där kan resestipendier sökas. 

## Stiftelsen Barbro och Sune Örtendahls fond
Bland Samfundets Islandsvänner fanns makarna Örtendahl. Barbro Löfgren hade hört den gamle Hjalmar Alving berätta om isländska sagor på skolans lördagstimmar. Som utbildad tecknare valde hon att fara till Island på sin första semester 1948. Samma vår mötte hon på sillfrukost i Islandscirkeln sin blivande man, Sune, som då arbetade i marinens intendentur. Han hade varit på Island 1947 efter att ha mött och hjälpt en isländsk författare, som han träffade på en cykeltur på Gotland. Paret samlade på Islandslitteratur och gjorde två resor till Island 1972 och 1981. Efter Sunes bortgång skänkte Barbro med Samfundets hjälp biblioteket till Nordens Folkhögskola Biskops-Arnö 2002.
Barbro testamenterade en ansenlig summa till Samfundet och Stiftelsen Barbro och Sune Örtendahls fond bildades 2009. Syftet är att verka för ökade kunskaper om Island i Sverige genom utgivande av skrifter och utdelande av stipendier, de senare i första hand till studerande som skrivit uppsatser med god anknytning till Island. Stiftelsen kunde stödja Sagakonferensen i Uppsala 2009 genom ett bidrag till tryckning av de många föredragen.  

## Föreningsliv
Samfundet fortsätter att anordna föredrag om isländsk kultur och natur, visning av isländska filmer, som den om Kárahnjúkar, besök på utställningar med anknytning till Island till exempel Fångstfolk – jägarna i Utnorður (2002), Sverige i tio skepnader av Hjördís Augustsdóttir (2006) och Havsfiske, sex turer på Nordatlanten (2008), den senare med ekonomiskt bidrag av Samfundet.
Andra evenemang har varit mottagningar vid besök av president Vigdís Finnbogadóttir på Sjöhistoriska museet och Stockholms stadsmuseum. Med anledning av Islands 50 år som republik hölls en välbesökt heldag i samarbete med Hässelby slott 1994. Þorbjörn Broddason talade om Island och EU, Vigdís Grimsdóttir och Einar Kárason som sitt författarskap samt Borgthór Kærnested om islänningen i världen. I Hässelby visades 1998 utställningen Reykjavík 100 år och då hölls också ett dagsprogram Reykjavik, kulturhuvudstad 2000, med musik och föredrag av kulturnämndens ordförande Guðrún Jónsdóttir och Samfundets. Till hundraårsminnet av Halldór Laxness 2002 genomfördes i samverkan med flera andra ett program om författaren på Kulturhuset. Bl.a. visades en vandringsutställning om Laxness och en isländsk film. Samfundet medverkade i Svensk kulturvecka i Reykjavik 2002 och 2008 vid ett heldagsseminarium – Fiskeripolitik i de nordiska länderna på Sjöhistoriska museet.
Samfundet har vidare förmedlat böcker till medlemmarna men intresset för förmånsköp har minskat. En studiecirkel om Island hölls senast 2007. Årsmötet, den 1 december, och den efterföljande festen inramades av tal, sång och musik. Antalet medlemmar är omkring 120.
Under Samfundets 80 år har mycket förändrats och kontakterna mellan Sverige och Island har ökat. De tidiga resenärerna kunde känna sig försatta till sagatid samtidigt som de förundrades av allt det moderna. Många av Samfundets medlemmar har en gång besökt Island, aldrig glömt det och önskat att få veta mera om landets natur, kultur, folk och samhälle. Banden är starka mellan våra länder. Frågan är dock hur Samfundet framöver skall nå sin publik, när utbudet av fritidssysslor är så rikt som i Stockholm. Men en kväll med en levande berättare som förmedlar egen kunskap till en grupp med ett gemensamt intresse kan ge så oerhört mycket. Och Island lockar fortfarande.
Samfundet har haft ett mångårigt och värdefullt samarbete främst till – utan rangordning – Islands ambassad i Stockholm, Isländska föreningen, Isländska sällskapet, Svensk-isländska samarbetsfonden, Samfundet Sverige-Island i Lund och Malmö, Samfundet Sverige-Färöarna, Föreningen Sverige-Grönland, Föreningen Natur och Samhälle, Föreningen Norden och Norden i Fokus.